# Música de cámara

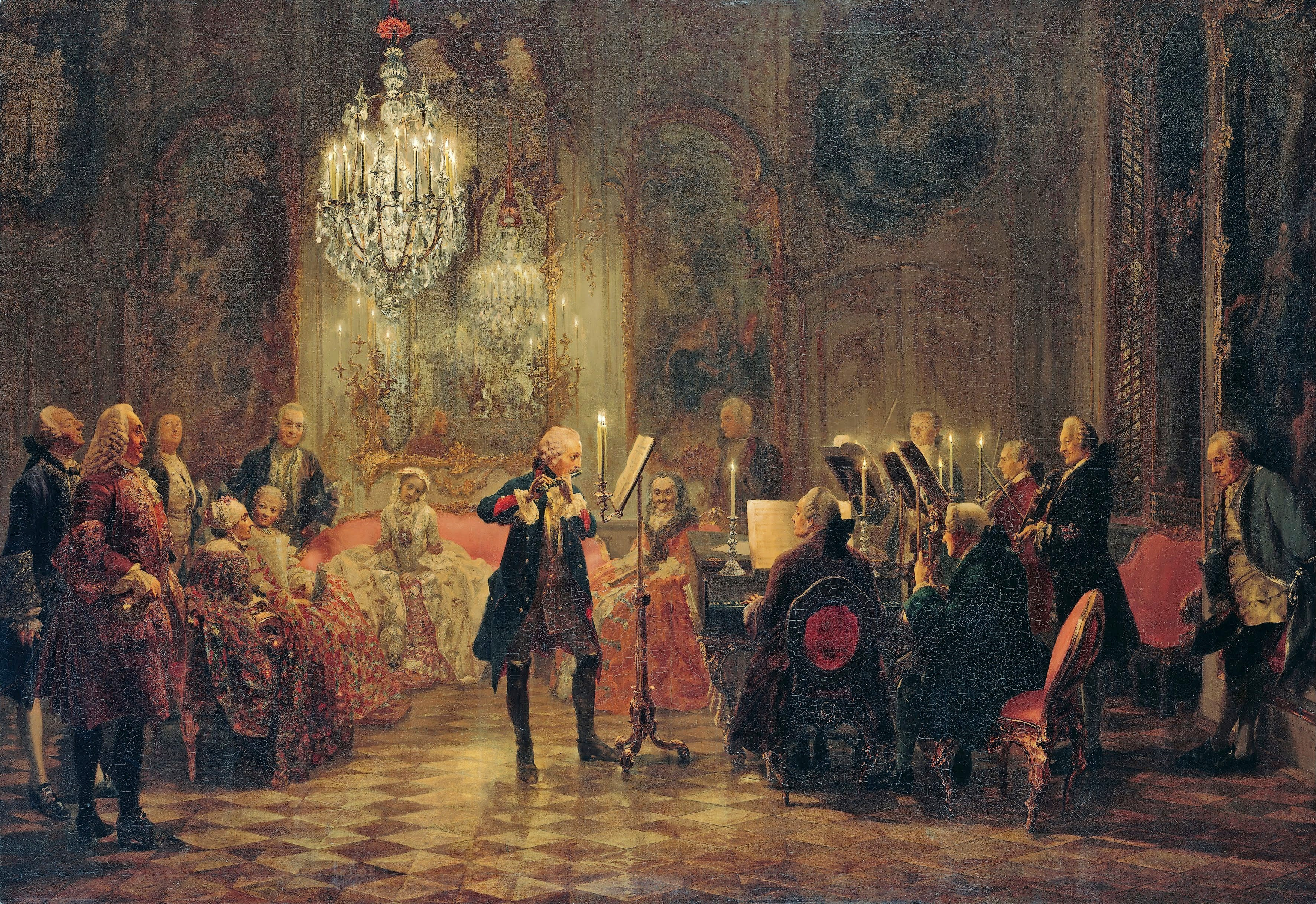
Federico II el Grande ejecutando un concierto de flauta en su palacio de verano Sanssouci, por Adolph Menzel.

La música de cámara es aquella compuesta para un reducido grupo de instrumentos, en contraposición a la música de orquesta. El nombre viene de los lugares en los que ensayaban pequeños grupos de músicos durante la Edad Media y el Renacimiento. A esos cuartos, no muy grandes, se les llamaba cámaras.
Relegada hasta entonces a los salones de la aristocracia, la música de cámara comenzó poco a poco a difundirse en pequeñas salas de concierto y en casas particulares. Esto viene inducido por el acceso de la burguesía a la práctica instrumental y a los conocimientos musicales y también porque, económicamente, una agrupación de cámara era mucho más rentable que una orquesta.
Hay dos detalles que permiten caracterizar cabalmente una obra de cámara: 1) cada músico toca una parte diferente y 2) no hay director; los músicos deben estar situados de manera que puedan mirarse entre sí, para lograr la mejor coordinación.
No se incluyen las obras para instrumentos solos (eso deja de lado toda la literatura para piano solo y composiciones como las sonatas y partitas para violín o las suites para violonchelo, de Bach). La palabra cámara implica que la música puede ser ejecutada en una habitación, con una atmósfera de intimidad.
La orquesta de cámara es una orquesta pequeña, y por lo tanto con posibilidades de ejecutar música dentro de sala pequeña; no es meramente una orquesta de cuerda, porque puede haber también instrumentos de viento.
Teóricamente no hay un límite máximo de instrumentos, pero, en la práctica, la mayoría de las composiciones comprenden desde dos hasta veinte.
Hay muchas combinaciones instrumentales, la más importante de las cuales es el cuarteto de cuerdas. Otros grupos usuales de cámara son el trío de cuerdas, el trío con piano, el quinteto con piano y el quinteto de cuerdas. Menos usuales son los instrumentos de viento y de metal.
Algunos compositores han escrito obras para grupos mixtos de vientos y cuerdas, y algunos han escrito para instrumentos de viento solos, aunque los instrumentos de metal (con excepción de la trompa) prácticamente no se han utilizado. Esto se debe quizás a que su sonido potente no es adecuado para la atmósfera intimista propia del género.

## Historia
Desde sus inicios en la Edad Media hasta la actualidad, la música de cámara ha sido un reflejo de los cambios en la tecnología y la sociedad que la producía.

### Principios

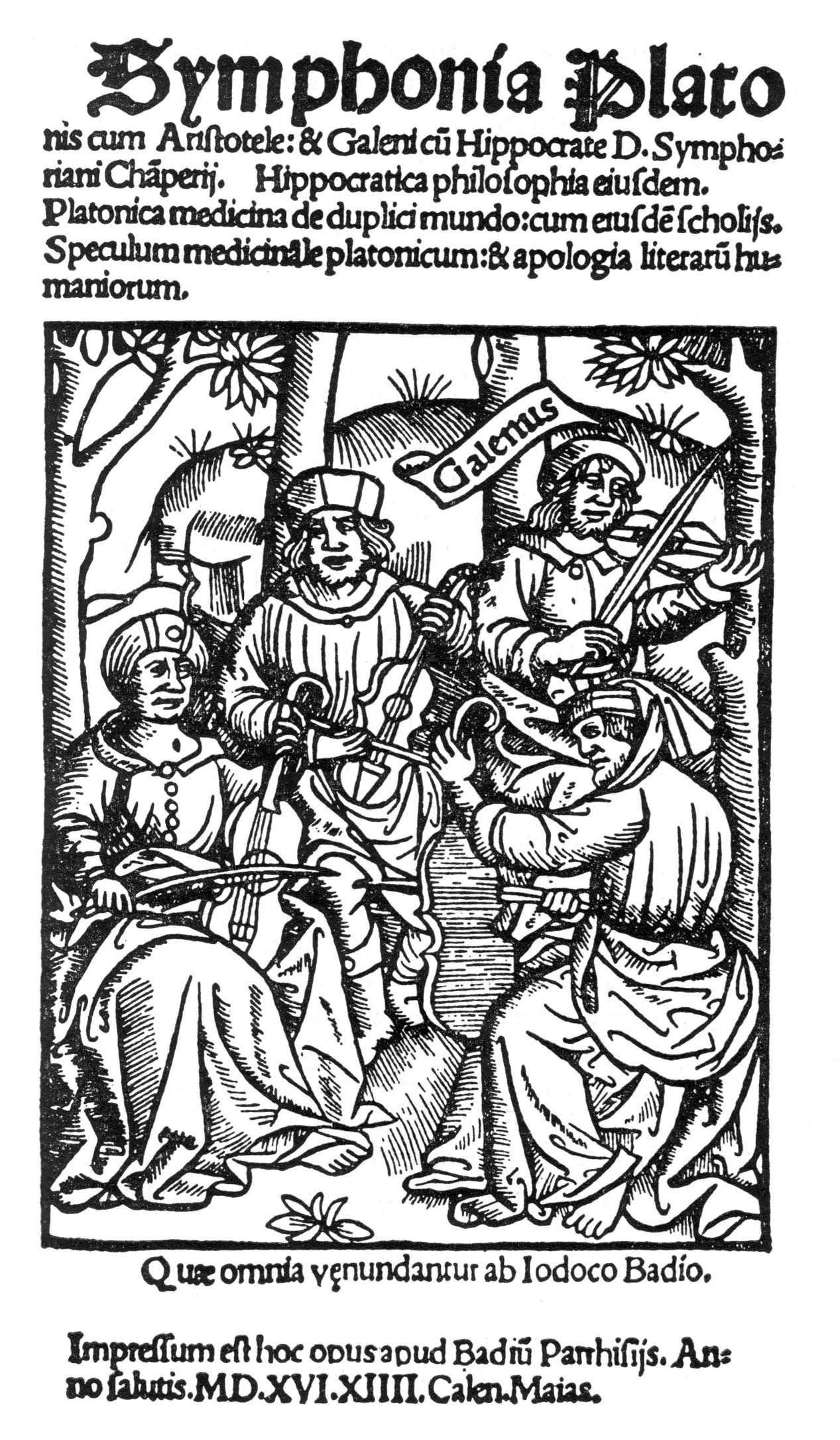
Platón, Aristóteles, Hipócrates y Galeno tocan una pieza con violines en esta fantasiosa xilografía de 1516.

Durante la Edad Media y los primeros años de la Renacimiento, los instrumentos se utilizaban principalmente como acompañamiento de cantantes.Los intérpretes de cuerda tocaban junto con la línea melódica cantada por el cantante. También existían conjuntos puramente instrumentales, a menudo de precursores de cuerda de la familia del violín, llamados consorts..
Algunos analistas consideran que el origen de los conjuntos instrumentales clásicos son la sonata da camera (sonata de cámara) y la sonata da chiesa (sonata de iglesia). Se trataba de composiciones para uno a cinco o más instrumentos. La sonata da camera era una suite de movimientos lentos y rápidos, intercalados con melodías de danza; la sonata da chiesa era lo mismo, pero se omitían las danzas. Estas formas evolucionaron gradualmente hacia la sonata en trío del Barroco - dos instrumentos agudos y un instrumento grave, a menudo con un teclado   u otro instrumento de cuerda (clavicordio, órgano, arpa o laúd, por ejemplo) rellenando la armonía. Tanto el instrumento bajo como el acorde tocarían la parte de bajo continuo.
Durante el Barroco, la música de cámara como género no estaba claramente definida. A menudo, las obras podían interpretarse con cualquier variedad de instrumentos, en conjuntos orquestales o de cámara. El arte de la fuga de Johann Sebastian Bach, por ejemplo, puede interpretarse con un instrumento de teclado (clavicémbalo u órgano) o por un cuarteto de cuerda o una orquesta de cuerda. La instrumentación de las sonatas en trío también se especificaba a menudo de forma flexible; algunas de las sonatas de Haendel están escritas para "flauta alemana, Hoboy oboe o violín"  Las líneas de bajo podían ser interpretadas por violone, violonchelo, tiorba o fagot, y a veces tres o cuatro instrumentos se unían en la línea de bajo al unísono. A veces, los compositores mezclaban movimientos para conjuntos de cámara con movimientos orquestales. La 'Tafelmusik' de Telemann (1733), por ejemplo, tiene cinco conjuntos de movimientos para diversas combinaciones de instrumentos, que terminan con una sección orquestal completa.
 J. S. Bach: Trío sonata en YouTube. de La Ofrenda Musical, interpretada por Ensemble Brillante
La música de cámara barroca era a menudo contrapuntística; es decir, cada instrumento tocaba los mismos materiales melódicos en diferentes momentos, creando un complejo y entretejido tejido de sonido. Debido a que cada instrumento tocaba esencialmente las mismas melodías, todos los instrumentos eran iguales. En la sonata a trío, a menudo no hay un instrumento ascendente o solista, sino que los tres instrumentos comparten la misma importancia.

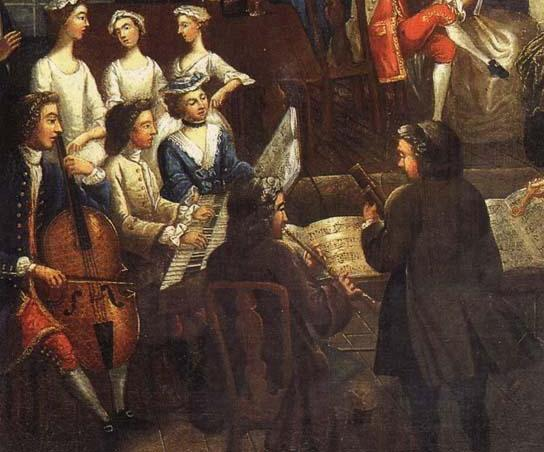
Música barrocaians tocando una sonata en trío, pintura anónima del siglo XVIII

El papel armónico desempeñado por el teclado u otro instrumento de cuerda era subsidiario, y normalmente la parte para teclado ni siquiera se escribía; más bien, la estructura de acordes de la pieza se especificaba mediante códigos numéricos sobre la línea del bajo, llamados bajo cifrado. En la segunda mitad del siglo XVIII, los gustos empezaron a cambiar: muchos compositores preferían un nuevo estilo Galant más ligero, con "textura más fina, ... y melodía y bajo claramente definidos" a las complejidades del contrapunto. Surgió entonces una nueva costumbre que dio origen a una nueva forma de música de cámara: la serenata. Los mecenas invitaban a músicos callejeros a tocar conciertos nocturnos bajo los balcones de sus casas, de sus amigos y de sus amantes. Los mecenas y músicos encargaban a los compositores que escribieran suites adecuadas de danzas y melodías, para grupos de dos a cinco o seis músicos. Estas obras se llamaban serenatas, nocturnos, divertimenti o cassations (de gasse=calle). El joven Joseph Haydn recibió el encargo de escribir varias de ellas.

### Haydn, Mozart y el estilo clásico
Generalmente se atribuye a Joseph Haydn la creación de la forma moderna de música de cámara tal y como la conocemos, aunque estudiosos de hoy en día como Roger Hickman sostienen que "la idea de que Haydn inventó el cuarteto de cuerda y avanzó sin ayuda de nadie el género se basa sólo en una vaga noción de la verdadera historia del género del siglo XVIII." Un cuarteto de cuerda típico de la época constaría de.
- Un movimiento de apertura en forma sonata, normalmente con dos temas contrastantes, seguido de una sección de desarrollo donde el material temático se transforma y transpone, y terminando con una recapitulación de los dos temas iniciales.
- Un movimiento lírico de tempo lento o moderado, a veces compuesto por tres secciones que se repiten en el orden A-B-C-A-B-C, y a veces un conjunto de variaciones.
- Un minueto o scherzo, un movimiento ligero en compás de tres cuartos, con una sección principal, una sección de trío contrastante y una repetición de la sección principal.
- Una sección final rápida en forma de rondó, una serie de secciones contrastantes con un estribillo principal que abre y cierra el movimiento y se repite entre cada sección.

La forma barroca más importante de este tipo es el trío sonata. En el periodo clásico se desarrollaron nuevas formas, siendo la más importante el cuarteto de cuerdas. Estas obras se escribían generalmente para amateurs, y se suponía que no serían tocadas en público. Muchos de los cuartetos de cuerdas de Joseph Haydn y Wolfgang Amadeus Mozart, por ejemplo, eran para ser ejecutadas como diversión y en privado, para un cuarteto de cuerdas del que ellos mismos formaban parte.
Uno de los compositores responsables de llevar la música de cámara a la sala de conciertos fue Beethoven. Inicialmente también compuso música de cámara para principiantes, tales como el Septeto de 1800, pero sus últimos cuartetos de cuerdas son obras muy complejas y dificilísimas para los principiantes. Además, en esos trabajos Beethoven llegó al límite de la armonía aceptable en su tiempo (1820 aprox.), y se los considera como sus obras más profundas. Siguiendo el ejemplo de Beethoven, en el periodo romanticismo, muchos compositores escribieron obras para grupos de cámara profesionales.
A lo largo del siglo XX, además de las agrupaciones tradicionales, como el trío con piano o el cuarteto de cuerda, los autores tienden a escribir para formaciones mixtas de vientos y cuerdas, como es el caso del Concerto para clave y cinco instrumentos de Manuel de Falla o el Cuarteto para el fin de los tiempos de Olivier Messiaen, escrito para violín, violonchelo, clarinete y piano. También será corriente la participación de instrumentos de percusión como en la Historia del soldado de Igor Stravinski escrita para violín, contrabajo, clarinete, fagot, corneta, trombón, un percusionista y recitador o la Sonata para dos piano y percusión de Bela Bartok. Por otra parte se crean ensambles de grandes dimensiones que deben ser dirigidos. El repertorio para estas agrupaciones es enorme, siendo las dos sinfonías de cámara de Arnold Schönberg representativas del género. Entre las formaciones más conocidas de este tipo de agrupaciones se pueden citar a la London Sinfonietta, al Ensamble Intercontemporanio y al Ensamble Moderno. En este periodo el concepto de música de cámara varía con respecto a sus orígenes. Se pierde totalmente el sentido cortesano y burgués de música palaciega o para la reunión de aficionados, convirtiéndose en una música de difícil ejecución para profesionales altamente cualificados. En múltiples ocasiones se recurre al director dada la dificultad rítmica de las obras.

### Grupos de cámara
Un grupo de cámara es un ensamble musical formado por un grupo que va de dos a doce intérpretes. En este tipo de conjuntos, cada músico cumple la función de cada una de las secciones de la orquesta.
Entre los grupos de cámara podemos mencionar:
- El dúo sonata: un solista acompañado de un piano.

- El trío: el piano acompaña instrumentos de cuerda.

- Trío de cuerdas: violín, viola y un violonchelo.

- Trío con piano: piano, violín y un violonchelo.

- Cuarteto de cuerda: dos violines, una viola y un violonchelo.

- Cuarteto de piano: piano, violín, viola, violonchelo.

- Quinteto de cuerda: dos violines, viola, chelo y contrabajo.

- Quinteto de piano: cuarteto de cuerdas y piano.

- Quinteto de viento (madera): flauta, oboe, clarinete, trompa y fagot.

- Quinteto de metal: una o dos trompetas, corno francés, trombón y tuba.

- Orquesta de cámara: orquesta pequeña que suele tener de veinte a veinticinco instrumentistas. Este era el tamaño habitual de las orquestas del siglo XVIII.

## Composición
En la música de cámara, cada parte es ejecutada por un músico diferente; en la música orquestal, por el contrario, existen grupos de músicos que ejecutan la misma parte (todos los primeros violines, todos los segundos violines, así como las violas, los violonchelos y los contrabajos).
Muchos grandes solistas disfrutan al tocar música de cámara. Generalmente no existe un director visible, pero siempre hay un músico que lidera el grupo y hacia el cual se dirigen las miradas de los demás; en el caso del cuarteto de cuerdas es el primer violín. Aunque el repertorio no es adecuado para principiantes, hay piezas que se encuentran dentro del rango de capacidades técnicas y artísticas de los amateurs más preparados.

## Ensambles
Esta es una lista parcial de los tipos de ensambles de música de cámara.
| N.º de músicos | Nombre    | Ensambles comunes                                     | Instrumentación                                                                                        | Comentarios |
| 2              | Dúo       | Dúo de pianos                                         | 2 piano                                                                                                | Sonata KV 448 de Mozart; Variaciones sobre un tema de Haydn, Op. 56b de Johannes Brahms; etc. Mientras que el piano a 4 manos puede ser una forma apta para aficionados, aquí se exige tener dos teclados, algo que solo está al alcance de músicos profesionales. |
| 2              | Dúo       | Dúo instrumental                                      | Cualquier instrumento y piano                                                                          | Se encuentra especialmente como sonatas instrumentales (por ejemplo, sonatas para Vln, Vc, Vla, Cor, Fg, Cl y Fl). |
| 2              | Dueto     | Dueto de piano                                        | 1 piano a 4 manos                                                                                      | Mozart, Beethoven, Schubert, Brahms (piezas originales y muchas transcripciones de sus propias obras); durante mucho tiempo fue la forma musical preferida para ejecutar música en familia, con un extensísimo repertorio de todo tipo de transcripciones de otros géneros (óperas, sinfonías, conciertos, etc). |
| 2              | Dueto     | Dueto vocal                                           | Voz y piano                                                                                            | Usado comúnmente en las canciones o Lieder. |
| 2              | Dueto     | Dueto instrumental                                    | 2 instrumentos cualesquiera, iguales o no                                                              | Dúos de Mozart para vn y va; dúo de Beethoven para va y vc; dúos de Béla Bartók para 2 vn. |
| 3              | Trío      | Trío de cuerdas                                       | Vln, Vla y Vc                                                                                          | Un ejemplo muy importante es el Divertimento KV 563 de Mozart; las obras de Beethoven se llaman Tríos o Serenatas. |
| 3              | Trío      | Trío de piano                                         | Vln, Vc y Pno                                                                                          | Es uno de los géneros más importantes de toda la música de cámara: Haydn, Mozart, Beethoven, Schumann, Brahms y muchos otros. |
| 3              | Trío      | Voz, viola y piano                                    | Sop, vla y pno                                                                                         | El trío de William Bolcom Let Evening Come para soprano, viola y piano, y de Brahms Zwei Gesänge für eine Altstimme mit Bratsche und Pianoforte, Op. 91, para contralto, viola y piano. |
| 3              | Trío      | Clarinete, viola y piano                              | Cl, vla y pno                                                                                          | El KV 498, de Mozart, otras obras de Robert Schumann y Max Bruch. |
| 3              | Trío      | Clarinete, chelo y piano                              | Cl, vc y pno                                                                                           | El trío Op. 11 de Beethoven, así como su propia transcripción, Op. 38, del Septeto, Op. 20; el trío Op. 114 de Brahms, y el Op. 3 de Alexander von Zemlinsky. |
| 3              | Trío      | Voz, clarinete y piano                                | Voz, cl y pno                                                                                          | Der Hirt auf dem Felsen de Franz Schubert, D965 y Schon lacht der holde Frühling, KV 580 de Wolfgang Amadeus Mozart. |
| 3              | Trío      | Flauta, viola y arpa                                  | Fl, vla y hrp                                                                                          | Obras famosas de Debussy y Arnold Bax. |
| 3              | Trío      | Clarinete, violín y piano                             | Cl, vln y pno                                                                                          | Mayormente es una invención del siglo XX, pero aumenta en popularidad; además de la suite de la Historia del Soldado de Stravinsky, hay composiciones famosas de Bartók (Contrastes, que Bartók mismo grabó con Josef Szigety y Benny Goodman), Milhaud y Jachaturián. |
| 3              | Trío      | Trío para trompa                                      | Cor, vl y pno                                                                                          | Obras del siglo XIX; específicamente el Trío en Mib Op. 40 de Brahms. |
| 3              | Trío      | Soprano, trompa y piano                               | Sop, cor y pno                                                                                         | Auf dem Strom de Franz Schubert. |
| 3              | Trío      | Trío de cañas                                         | Ob, Cl y Fg                                                                                            | Compositores del siglo XX y transcriciones de obras más antiguas, p. ej. los divertimentos de Mozart para 3 corni di bassetto. |
| 4              | cuarteto  | Cuarteto de cuerdas                                   | 2 Vln, Vla y Vc                                                                                        | Es la forma más consagrada de la música de cámara; numerosos ejemplos de Haydn, su creador, y luego de Mozart y Beethoven; Schubert, Schumann, Brahms, y muchísimos más. |
| 4              | cuarteto  | Cuarteto con piano                                    | Vln, Vla, Vc y Pno                                                                                     | Aquí todo el espectro sonoro del piano está equilibrado por los tres instrumentos de cuerda. Ejemplos: los dos Cuartetos de Mozart, KV 478 y 493; los Cuartetos juveniles de Beethoven; el Cuarteto de Schumann, los Cuartetos de Brahms. |
| 4              | cuarteto  | Cuarteto con piano                                    | Vln, Cl, Vc y Pno                                                                                      | Es difícil de encontrar; un ejemplo famoso: Quatuor pour la fin du temps (‘Cuarteto para el fin de los tiempos’, de Olivier Messiaen; menos famoso: Paul Hindemith (1938), Walter Rabl (Op. 1, de 1896). |
| 4              | cuarteto  | Cuarteto para instrumento de viento y trío de cuerdas | Fl, Ob, Cl o Fg; Vln, Vla y Vc                                                                         | Género muy popular, sobre todo entre fines del siglo XVIII y principios del XIX. Ejemplos de Mozart (4 para fl, 1 para Ob); de Devienne (para Fg); de Krommer (varios para Cl). El cuarteto con Cl de Penderecki debe ser considerado (según el propio compositor) como un cuarteto de cuerdas donde el 2.º violín está reemplazado por un clarinete.                                                                                                   |
| 5              | Quinteto  | Quinteto con piano                                    | 2 Vln, Vla, Vc y Pno                                                                                   | Ejemplos importantes son los de Schumann, Brahms, Bartók y Shostakovich. |
| 5              | Quinteto  | Quinteto con piano                                    | Vln, Vla, Vc, Cb y Pno                                                                                 | Una instrumentación rara, utilizada por Franz Schubert en su quinteto La Trucha. |
| 5              | Quinteto  | Quinteto de vientos                                   | Fl, Cl, Ob, Fg y Cor                                                                                   | Es una creación del siglo XIX, sobre todo de Antonín Reicha y de Franz Danzi. |
| 5              | Quinteto  | Quinteto de cuerdas                                   | 2 Vln, Vla y Vc (con Vla o Vc adicional)                                                               | En Mozart, Beethoven, Brahms y Bruckner se encuentra la variedad con 2.ª Vla; en Boccherini y Schubert, con 2.º violonchelo; en otros casos se agrega un cb. |
| 5              | Quinteto  | Quinteto de metal                                     | 2 Trp, Cor, Trb y Tuba                                                                                 | Creación del siglo XX; recurre muchísimo a transcripciones de todo tipo de obras de todas las épocas. |
| 5              | Quinteto  | Quinteto con clarinete                                | Cl, 2 Vln, Vla y Vc                                                                                    | Importantísimos los de Mozart, KV 581, de Weber, Op. 34 y de Brahms, Op. 115. En el Quinteto de Hindemith, el solista debe alternar entre un cl en Sib y otro en Mib. Numerosos ejemplos. |
| 6              | Sexteto   | Sexteto de cuerdas                                    | 2 Vln, 2 Vla y 2 Vc                                                                                    | Sextetos op. 18 y op. 36 de Brahms y la versión original de Verklärte Nacht, Op. 4 de Schoenberg. |
| 6              | Sexteto   | Sexteto con piano                                     | 2 Vln, Vla, Vc, Cb y Pno                                                                               | Hay un ejemplo de Mendelssohn. |
| 6              | Sexteto   | Sexteto de vientos                                    | 2 Ob, 2 Cor, 2 Fg o 2 Cl, 2 Cor y 2 Fg                                                                 | Mozart utilizó la forma con Ob en sus composiciones para Salzburgo y la segunda para la versión primitiva de la Serenata KV 375; Beethoven utilizó la forma con Cl; hay abundantes ejemplos entre ca. 1780 y 1820. |
| 6              | Sexteto   | Piano y quinteto de vientos                           | Fl, Ob, Cl, Fg, Cor y Pno                                                                              | Sexteto de Francis Poulenc. |
| 6              | Sexteto   |                                                       | Cl, 2 Vln, Vla, Vc y Pno                                                                               | Un ejemplo de la Obertura de los Temas hebreos op. 34, de Serguéi Prokófiev. |
| 7              | Septimino | Septeto para vientos y cuerdas                        | Cl, Cor, Fg, Vln, Vla, Vc y Cb                                                                         | Popularizado por el Septimino op. 20 de Beethoven, con otros ejemplos como Berwald, etc. |
| 8              | Octeto    | Octeto para vientos y cuerdas                         | Cl, Cor, Fg, 2 Vln, Vla, Vc y Cb                                                                       | popularizado por el Octeto D. 803 de Schubert, inspirado por el Septeto de Beethoven. |
| 8              | Octeto    | Octeto de cuerdas                                     | 4 Vln, 2 Vla y 2 Vc                                                                                    | Popularizado por el Octeto de cuerdas op. 20, de Felix Mendelssohn. |
| 8              | Octeto    | Cuarteto doble                                        | 4 Vln, 2 Vla, 2 Vc                                                                                     | Dos cuartetos de cuerdas arreglados antifónicamente. El Octeto, Op. 291, de Milhaud está formado por dos cuartetos (los números 14 y 15 de su autor), que se ejecutan simultáneamente. |
| 8              | Octeto    | Octeto de vientos                                     | 2 Ob, 2 Cl, 2 Cor, 2 Fg (en la mayoría de los casos); Fl, Cl, 2 Fg, 2 Trp, Trb y Trb bajo (Stravinsky) | Numerosos ejemplos de los siglos XVIII y XIX, época en que muchas óperas famosas fueron objeto de transcripción; además de las obras originales, que compusieron, entre otros, Johann Sebastian Bach, Mozart (Serenatas KV 375 y 388), Beethoven (Op. 103), Krommer y Shigeru Kan-no. El octeto de Stravinsky, estrenado en 1923, se destaca por su rarísima instrumentación (ni las trompetas ni los trombones son habituales en la música de cámara). |